# Maurice Bigué
Pour les articles homonymes, voir Bigué.
Maurice Bigué, né le 3 juillet 1886 dans le 12e arrondissement de Paris et mort le 25 avril 1972 à Boulogne-Billancourt, est un footballeur français évoluant au poste de milieu de terrain.

## Biographie
Maurice Bigué joue la saison 1913-1914 avec le FC Barcelone.

## Carrière
- CA Paris

## Palmarès
- Vainqueur de la Coupe de France : 1920
- 7 sélections en équipe de France A (1911-1914)